# Webb City (Missouri)
|  | Dieser Artikel wurde aufgrund von inhaltlichen Mängeln auf der Qualitätssicherungsseite des Projektes USA eingetragen. Hilf mit, die Qualität dieses Artikels auf ein akzeptables Niveau zu bringen, und beteilige dich an der Diskussion! Eine nähere Beschreibung der zu behebenden Mängel fehlt. |

Webb City ist eine Stadt im Jasper County  im US-Bundesstaat Missouri. Das U.S. Census Bureau hat bei der Volkszählung 2020 eine Einwohnerzahl von 13.031 ermittelt.

## Geschichte
Zuerst als Webb City bezeichnet, wurde der Ort im September 1875. Benannt wurde er nach John C. Webb, der dort 1857 eine Farm gründete, auf der er 1873 beim Pflügen Blei fand. Das Umland stellt sich als reichhaltig an Zink und Blei heraus und wurde mit den Nachbargemeinden in Kansas und Oklahoma als Tri-State Mining District bezeichnet. 1879 erfolgte der Anschluss an das Eisenbahnnetz der Strecke von St. Louis nach San Francisco, der zusammen mit Gründungen von Minen zum wirtschaftlichen Aufschwung führte. Die Bevölkerung erreichte schon 1900 mit 9.201 Einwohnern fast die heutige Einwohnerzahl.

## Demografie
Die bei der Volkszählung im Jahr 2010 ermittelten 10.996 Einwohner von Webb City lebten in 4230 Haushalten; darunter waren 2840 Familien. Die Bevölkerungsdichte betrug 492 pro km². Im Ort wurden 4730 Wohneinheiten erfasst. Unter der Bevölkerung waren 90,7 % Weiße, 1,6 % Afroamerikaner, 1,5 % amerikanische Indianer, 0,9 % Asiaten und 2,2 % von anderen Ethnien; 3,0 % gaben die Zugehörigkeit zu mehreren Ethnien an.